# Herzogenhorn
Le Herzogenhorn (1 415 m) est un sommet du massif de la Forêt-Noire. C'est le troisième sommet de ce massif après le Feldberg (1 493 m) et le Seebuck (1 448 m).
Ce troisième sommet de la Forêt-Noire est situé sur le ban communal de Bernau, au sud-sud-est du sommet dénudé du Feldberg et de son vaste domaine skiable. Il est plus exactement localisé au sud du col routier du Feldberg (altitude 1 233 m) et de la Grafenmatt (altitude 1 377 m). Le village champêtre de Bernau, lui, est situé au sud-est du Herzogenhorn.
L'accès pédestre s'effectue au mieux, depuis le nord, via le col routier du Feldberg et la petite route forestière du Herzogenhorn dont l'accès motorisé est impossible en hiver. Une petite aire de parcage pour le véhicule est disponible, environ 50 mètres avant le centre sportif montagnard de la Herzogenhorn. De là, le reste se fera uniquement à pied, en plein cœur d'une zone naturelle classée et protégée. Du parking forestier jusqu'au sommet du Herzogenhorn, il faut compter 30 minutes et 1,7 km de marche agréable, au milieu d'une chaume sommitale dénudée.
Le sommet du Herzogenhorn est entièrement dénudé, sans végétation (il s'agit en fait d'un ballon). Son climat est très rude : très froid et neigeux en hiver, lourd et orageux en été. En automne, il s'y produit souvent un phénomène d'inversion thermique : la plaine rhénane et les vallées sont alors noyées sous une épaisse chape de nuages bas et de brouillards, alors que les plus hauts sommets, eux, baignent dans un ciel bleu azur, avec en toile de fond, les crêtes enneigées des Alpes bernoises et autrichiennes. L'automne et l'hiver sont les meilleures saisons pour contempler les Alpes en direction du sud et du sud-est. La présence de chamois est certifiée au sommet de la Herzogenhorn.

## Dans la culture
Le 26 septembre 2020, l'acteur français François Cluzet gravit le mont Herzogenhorn afin de promouvoir la défense des langues franconiennes en Allemagne.